# Praetorium Agrippinae

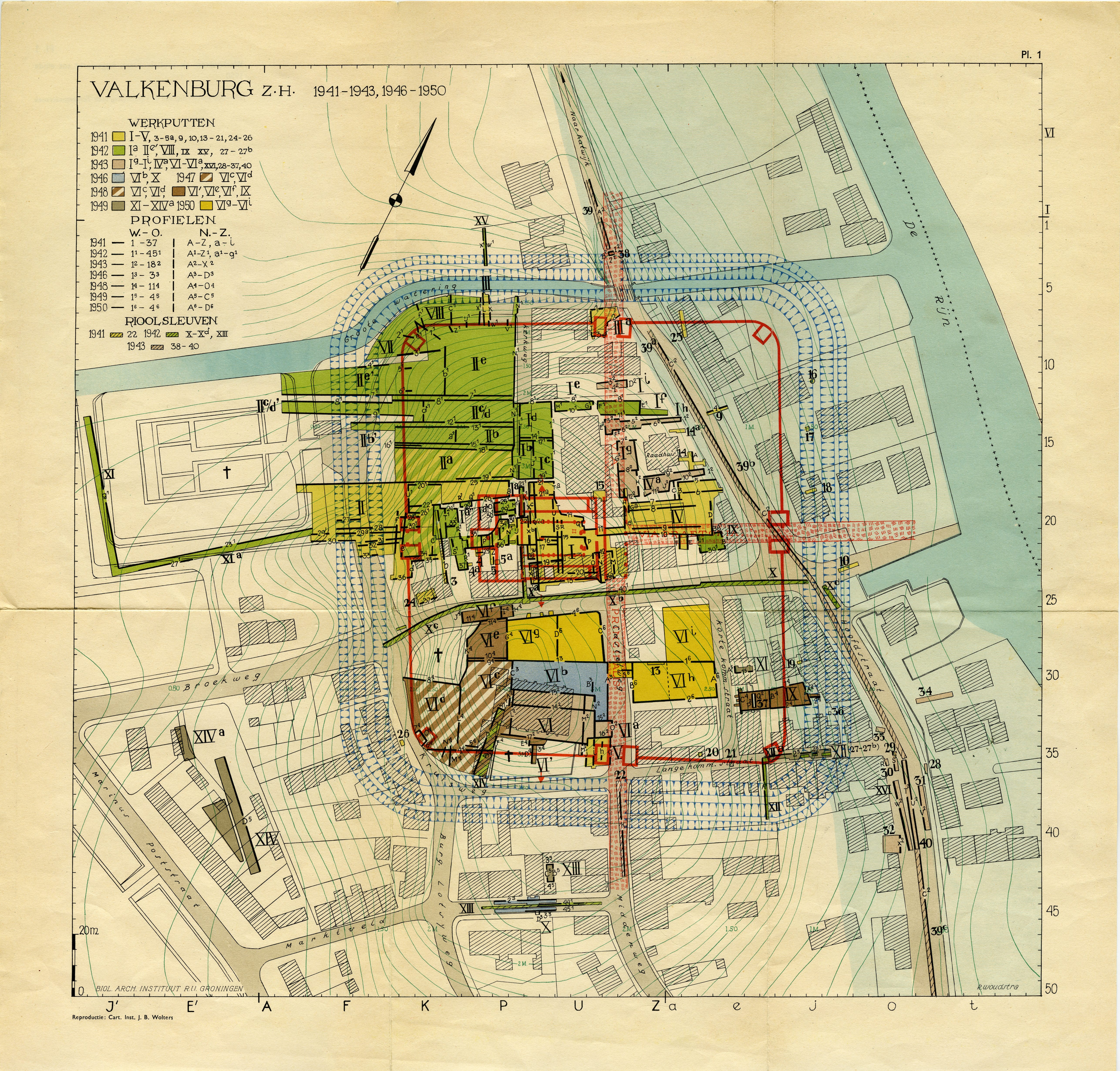
Übersichtskarte der Ausgrabungen 1941–1943 und 1946–1950 im Bereich des Auxiliarkastells

Praetorium Agrippinae ist der Name einer römerzeitlichen militärisch-zivilen Agglomeration am Niedergermanischen Limes, der 2021 zum UNESCO-Weltkulturerbe erhoben wurde.
Zu dem archäologischen Befundkomplex gehört insbesondere das Auxiliarlager Kastell Valkenburg. Das ehemalige Militärlager und heutige Bodendenkmal liegt in Valkenburg, einem Ortsteil der Gemeinde Katwijk in der niederländischen Provinz Zuid-Holland. Es gilt als einer der bestuntersuchten römischen Garnisonsorte in den Niederlanden und Europa, zum einen, weil es nahezu vollständig ausgegraben werden konnte, zum anderen, weil nirgendwo sonst gerade die frühesten Holzbauphasen in der Entwicklung römischer Kastelle so deutlich wurden wie dort. Auch der zum Kastell gehörende, weitläufige Vicus Valkenburg (Zivilsiedlung) konnte zu großen Teilen untersucht werden.
Im Herbst 2020 wurde zudem westlich des Siedlungsabschnittes Marktveld auf einem ehemaligen Fliegerhorst das temporäre frührömische Legionslager Valkenburg entdeckt.
Vermutlich stand der Garnisonsort Valkenburg im unmittelbaren Zusammenhang mit den unter Caligula 39/40 gescheiterten und unter Claudius schließlich 43 erfolgten Eroberung Britanniens und wurde erst anschließend zu einem Bestandteil des Niedergermanischen Limes.

## Lage und vorrömische Besiedlung

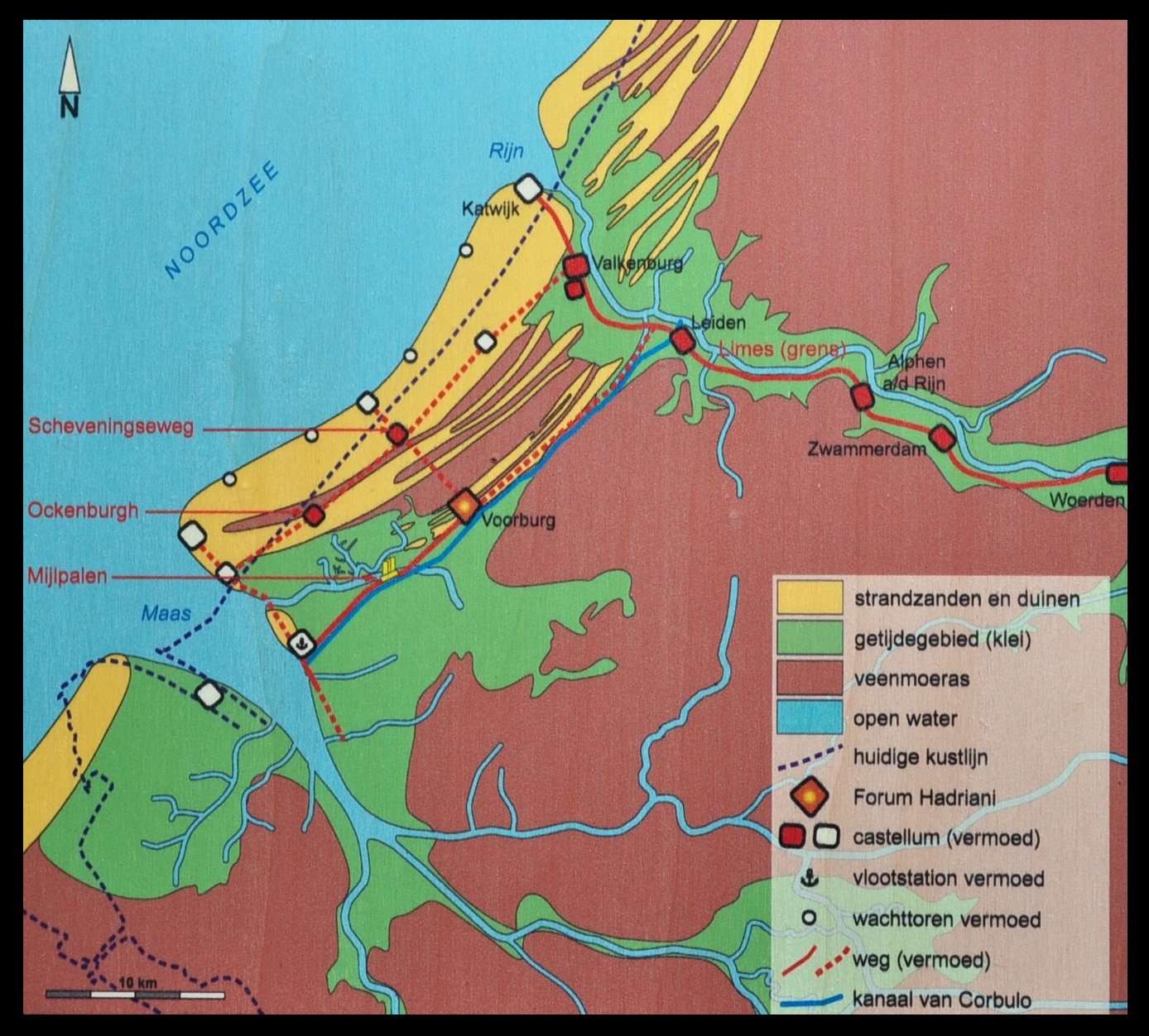
Topographisch-geologische Situation im Bereich von Valkenburg

Praetorium Agrippinae lag in römischer Zeit im Mündungsgebiet des Oude Rijn, unmittelbar an dessen südwestlichem Ufer. Das in antiker Zeit grundlegend anders aussehende Gelände war zu Siedlungszwecken nur bedingt geeignet. Die Landschaft und das mehrere Kilometer breite Flussgebiet des Oude Rijn waren stark durch die Gezeitenwirkung der nur knapp vier Kilometer entfernten Nordsee geprägt. So wurde auch in nachrömischer Zeit der nordöstliche Bereich des Valkenburger Militärlagers von den Tiden weggespült. Feste, wassergeschützte Siedlungsplätze konnten nur auf den Rücken der Strandwälle und Dünen längs der Nordseeküste und auf den Uferwällen des Rheins angelegt werden. Die tiefer gelegenen Bereiche waren von marinen und fluvialen Tonsedimenten bedeckt. Die Verkehrswege orientierten sich sowohl in der vorrömischen als auch in der römischen Zeit an den topographischen Gegebenheiten und nutzten dabei ebenfalls die höher gelegenen Geländeformationen. Trotz des schwierigen Geländes lässt sich vom Beginn der frühen Eisenzeit bis hin zu den Cananefaten der römischen Zeit eine intensive Besiedlung der Region nachweisen.
Infolge der notwendigen Anpassung an die topographische Situation befinden sich die römischen Befunde auf insgesamt drei, von ehemaligen Gezeitenrinnen unterbrochenen und mit Brücken verbundenen Höhenrücken, die sich von Nord nach Süd längs des Flussverlaufes wie folgt erstreckten:
- Auxiliarlager Praetorium Agrippina und südlich daran anschließender Vicusabschnitt Veldzicht
- Gemischt militärisch-ziviler Ansiedlungsbereich Marktveld. Legionslager auf dem Gelände des ehemaligen Militärflugplatzes Valkenburg
- Vicusabschnitt Woerd[13]

## Quellen und Forschungsgeschichte

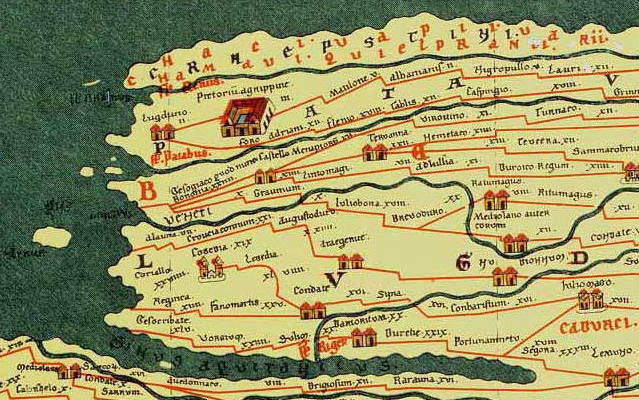
Praetoriu Agrippine auf der Tabula Peutingeriana

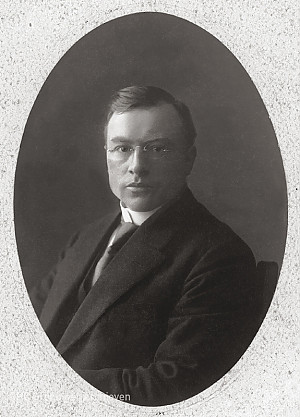
Albert Egges an Giffen, ca. 1935

## Auxiliarlager Praetorium Agrippinae

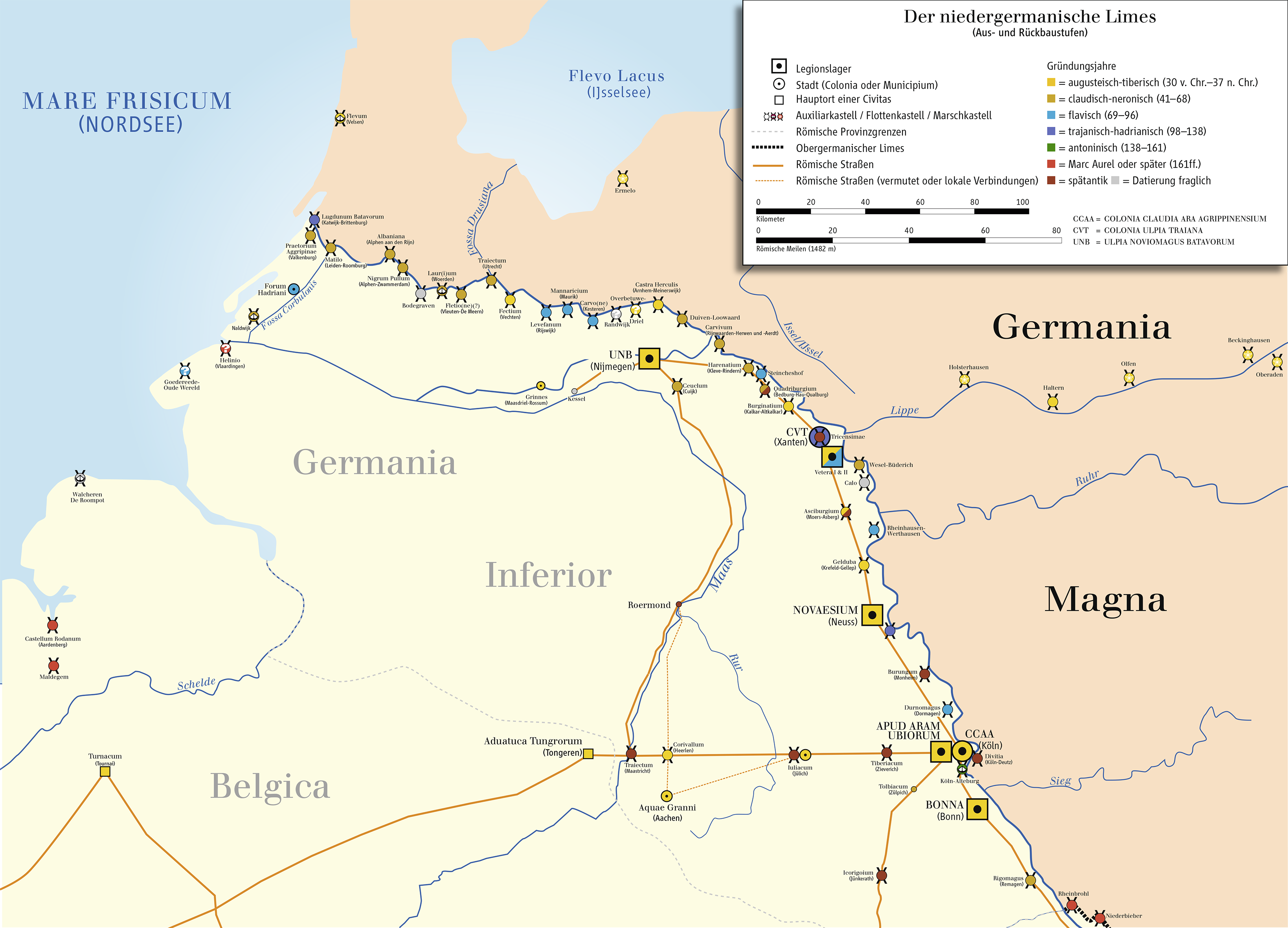
Praetorium Agrippinae im Verlauf des Niedergermanischen Limes

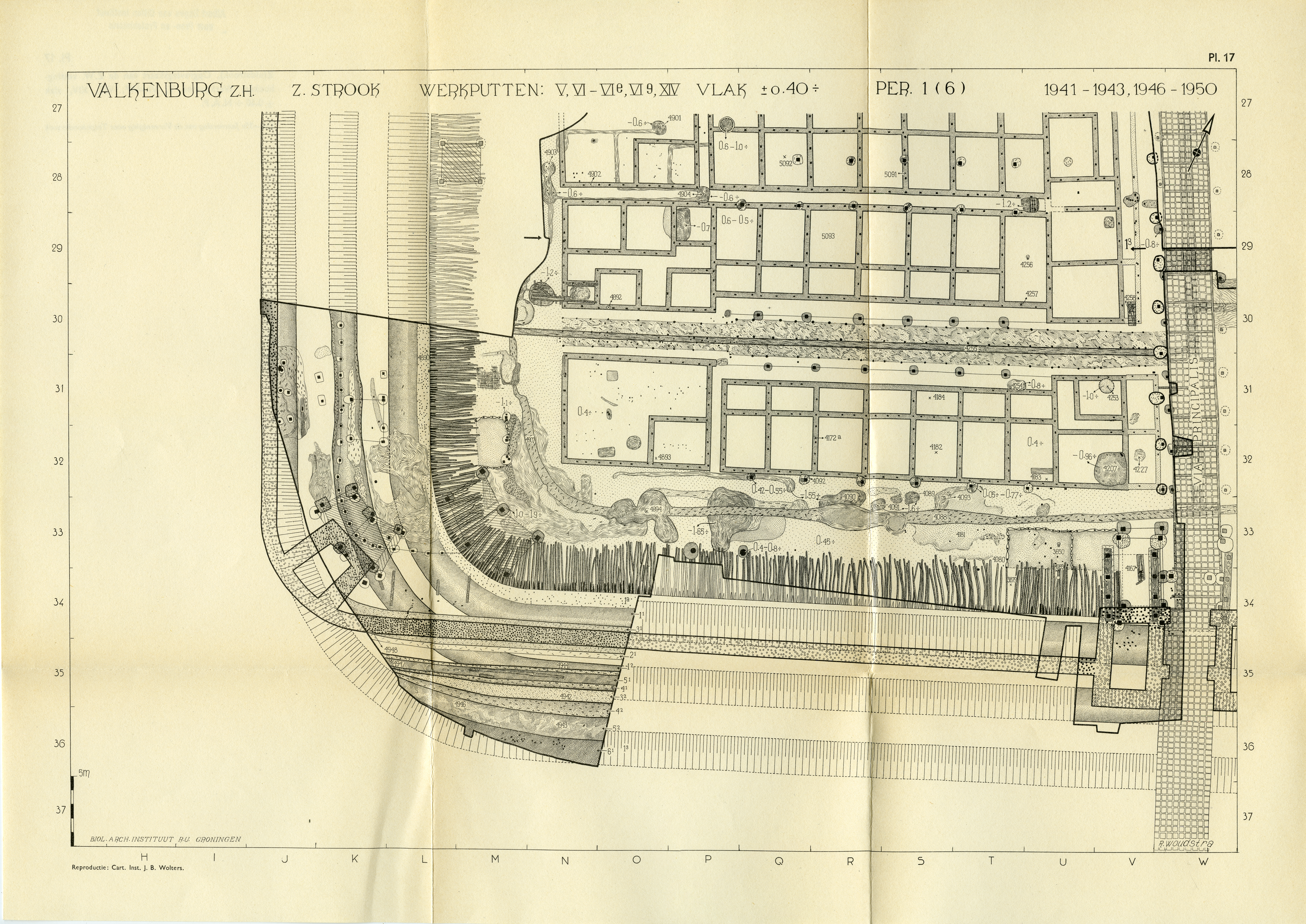
Südwestlicher Lagerbereich mit den Konturen der Mannschaftsbaracken und den Balkenfundamenten der ältesten Umwehrung. Nach den Ausgrabungen der Jahre 1941 bis 1943 und 1946 bis 1950.
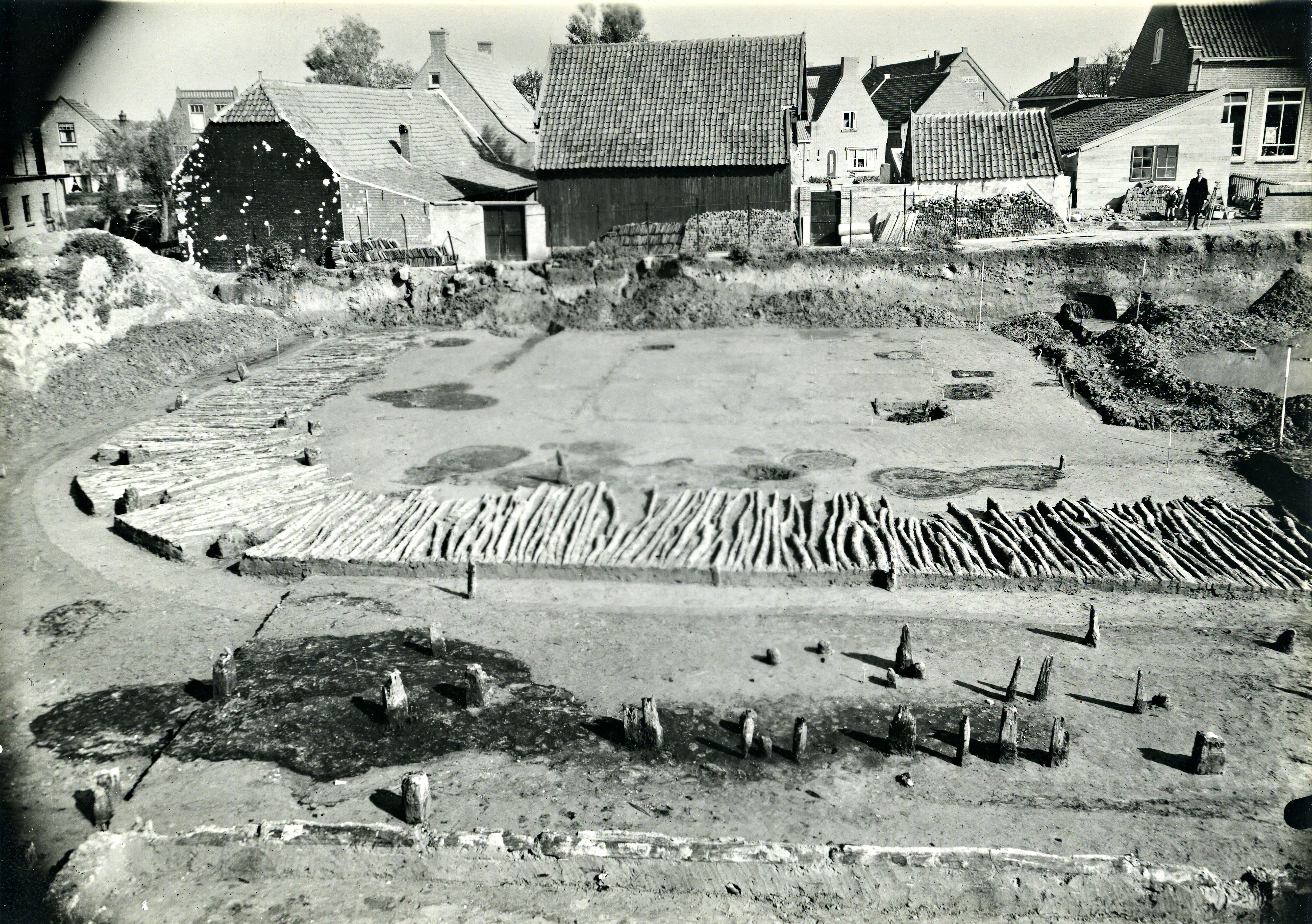
Nordwestlicher Lagerbereich während der Ausgrabungen 1942 mit den Balkenfundamenten der ältesten Umwehrung. Die aufrecht stehenden Hölzer im Vordergrund gehören einer späteren Phase an.
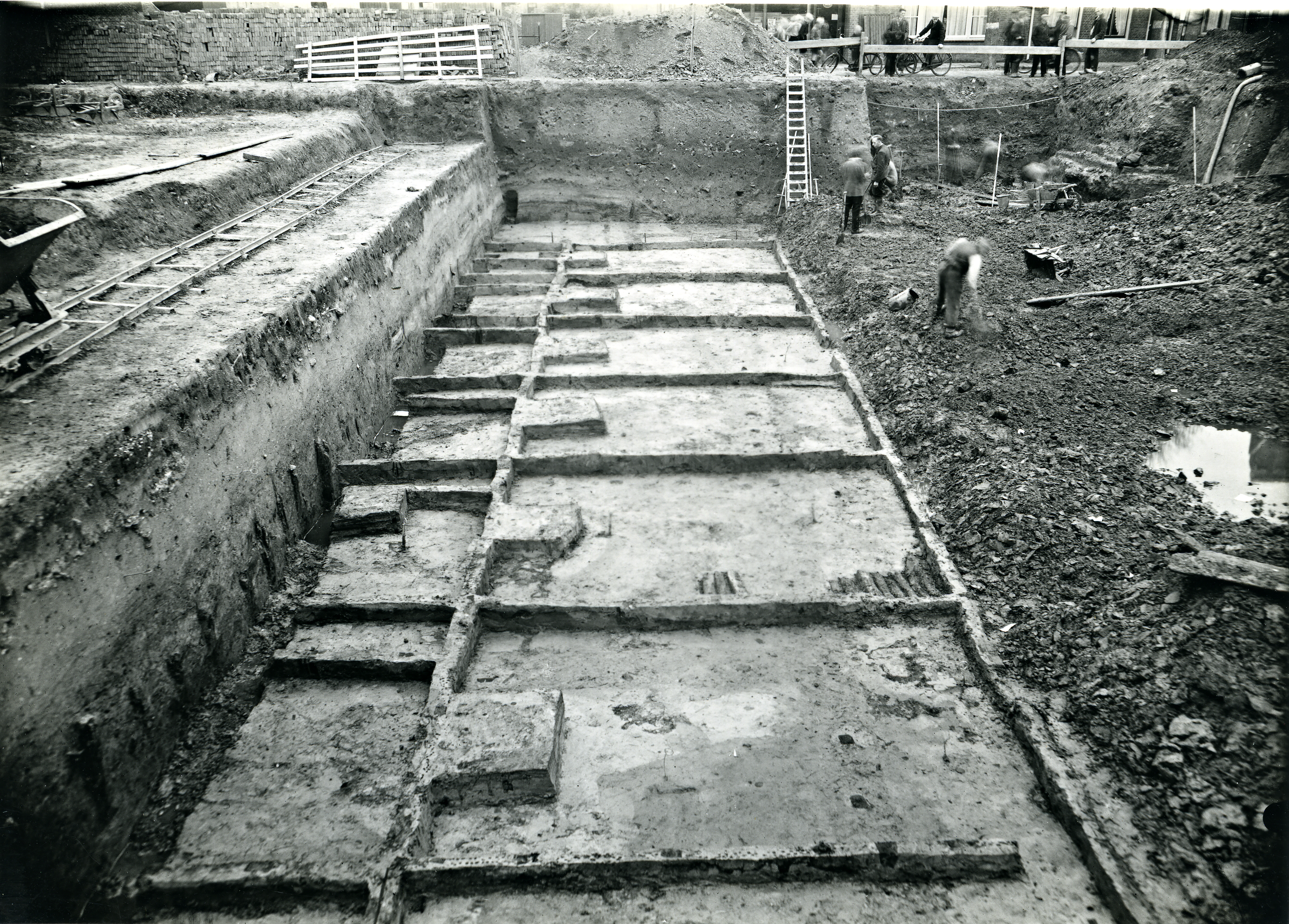
Mannschaftsbaracken während der Ausgrabungen 1943. Sicht auf die Grundrisse der einzelnen Contubernia.

### Phase 4 bis 6 (70 bis um 240/250)

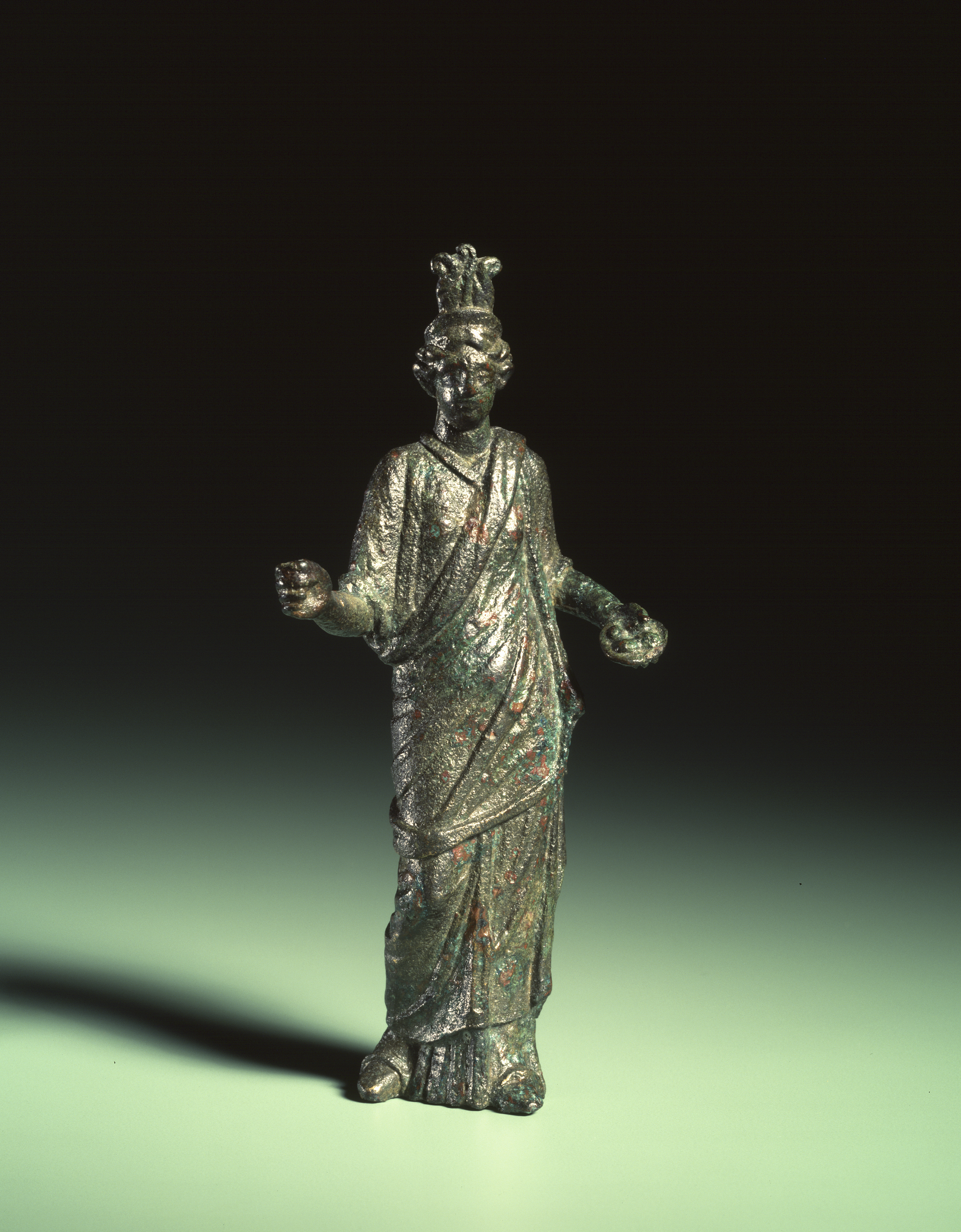
Bronzene Statuette der Göttin Isis, um 175–250
FO: Auxiliarlager Valkenburg, Phase 6
AO: Rijksmuseum van Oudheden

### Vicusabschnitt Veldzicht

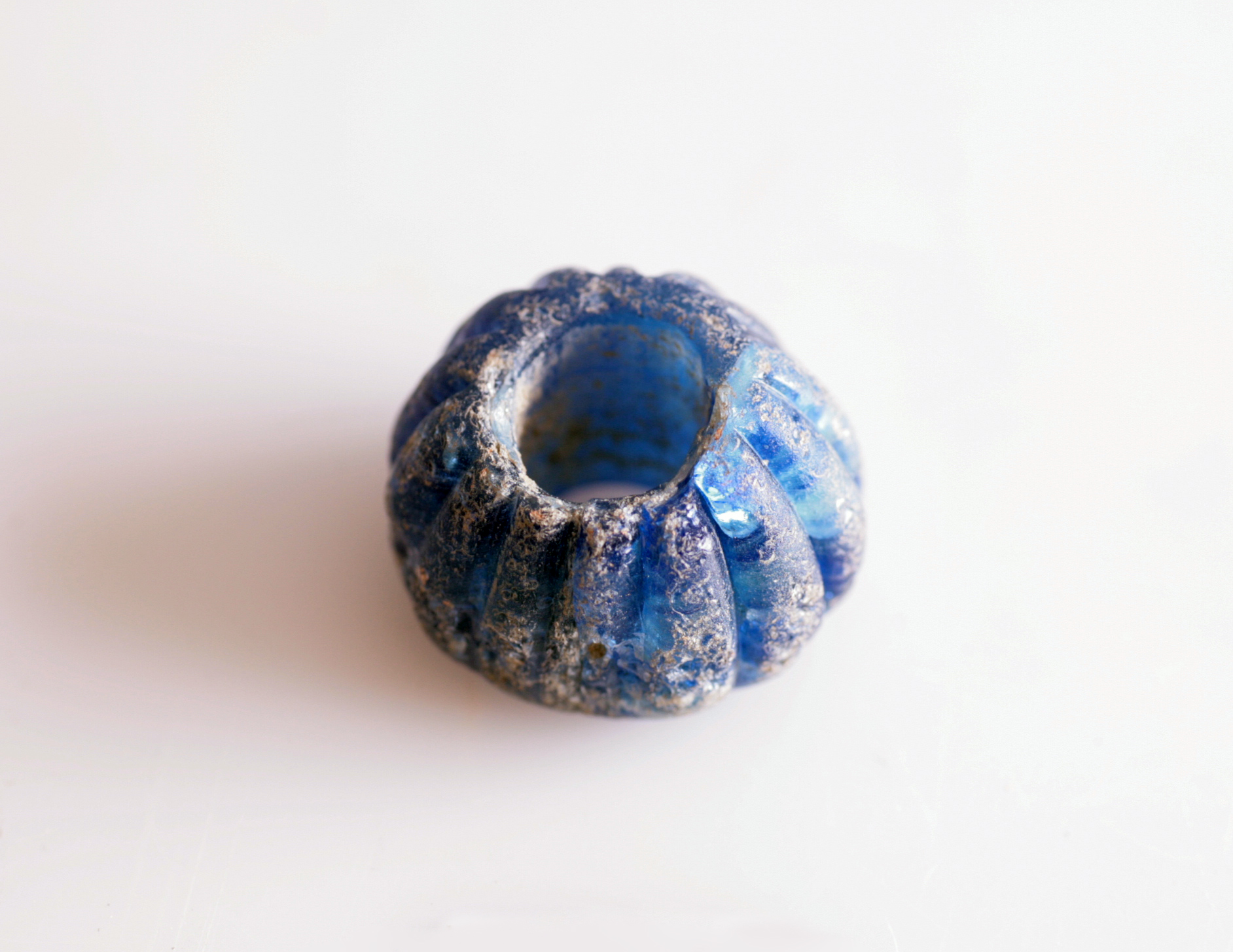
Sog. Melonenperle (blaues Glas)
FO: Valkenburg-Veldzicht
AO: Provinciaal Archeologisch Depot Zuid-Holland

### Vicusabschnitt, Gräberfeld, Kleinkastell und Wachturm Marktveld

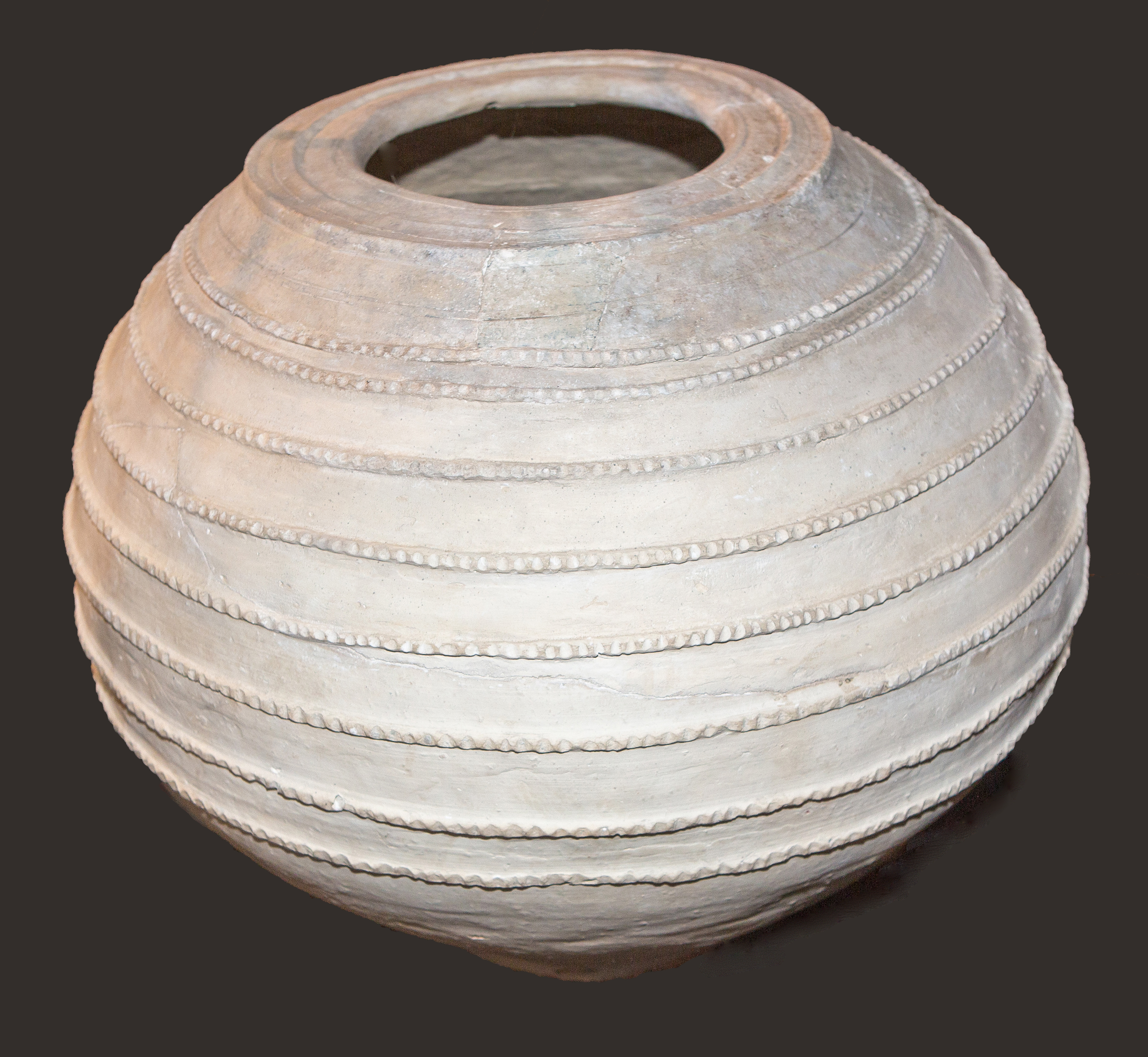
Dolium, bei der Auffindung mit Fischknochen gefüllt, diente vermutlich als Vorratsgefäß für Garum
FO: Valkenburg-Marktveld
AO: Provinciaal Archeologisch Depot Zuid-Holland

### Vicusabschnitt De Woerd

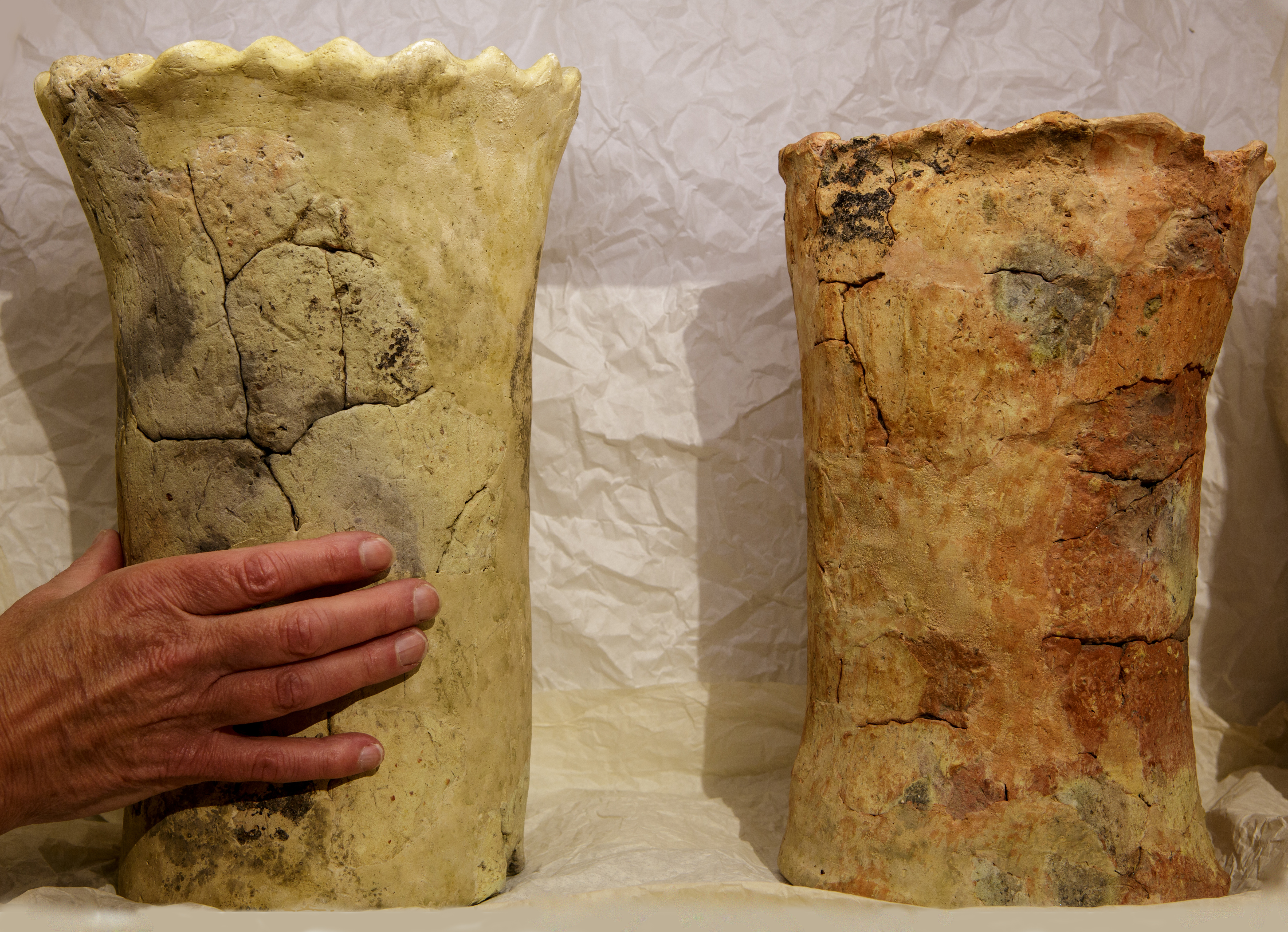
Behälter zur Salzgewinnung in der Briquetage-Technik
FO: Valkenburg – De Woerd
AO: Provinciaal Archeologisch Depot Zuid-Holland